# Débora Sulca
Débora Susan Sulca Cravero (Cajamarca, 1986) es una modelo y exreina de belleza peruana que compitió en el certamen Miss Universo 2005. Débora representó al departamento de Cajamarca durante su participación en el certamen Miss Perú.

## Biografía
A los 16 años, Sulca viajó a Europa para empezar su carrera en el modelaje. Tres años después, ella regresó a Perú, y el 16 de abril de 2005, concursó en el Miss Perú 2005, ganando el título. En mayo del mismo año compitió representando a su país en Miss Universo 2005, realizado en Bangkok, Tailandia, donde resultó finalista. Después del desfile en traje de noche, fue llamada al top 10 y luego de la pasarela en traje de baño se quedó en el sexto puesto (Top 10).
Fue posteriormente invitada por Modeal Search International para promocionar la moda de la diseñadora Claudia Bertolero en París.
El 18 de abril de 2006, Sulca coronó a su sucesora, Fiorella Viñas. Al año siguiente firmó con la productora Timbasoul para la industria del entretenimiento.
| Predecesor: Liesel Holler | Miss Universo Perú 2005 | Sucesor: Fiorella Viñas |